# Eddie Constantine
Eddie Constantine, nato Edward Israël Constantinowsky (Los Angeles, 29 ottobre 1917 – Wiesbaden, 25 febbraio 1993), è stato un attore e cantante statunitense naturalizzato francese.

## Biografia
Constantine nacque a Los Angeles, in California, il 29 ottobre del 1917 da padre russo e da madre polacca, ambedue di origine ebraica. Dopo aver esordito negli Stati Uniti d'America come cantante di musica leggera e aver tentato di intraprendere la carriera cinematografica ad Hollywood, emigrò in Francia dove negli anni cinquanta divenne famoso grazie al personaggio dell'agente segreto Lemmy Caution in FBI divisione criminale (1953), adattamento di una serie noir di Peter Cheyney, ruolo che interpretò in numerosi film. La sua mimica caratteristica e il suo accento americano gli fecero guadagnare la simpatia del pubblico di molti paesi d'Europa. Nel frattempo continuò a incidere canzoni di successo.
Si specializzò nel cinema d'azione di serie B, dal tono leggero e con un'immancabile vena di ironia. Negli anni si divise tra il cinema (che non prese mai troppo sul serio) e la sua scuderia di cavalli da corsa.
Quando il suo successo in Francia cominciò ad appannarsi, si trasferì in Germania, dove lavorò con Rainer Werner Fassbinder in Attenzione alla puttana santa (1970). Non fu questa la sua unica esperienza di cinema d'autore, dato che già nel 1965 era stato il protagonista di Agente Lemmy Caution: missione Alphaville di Jean-Luc Godard. 
Nel 1975 pubblicò un romanzo intitolato Le Proprietaire. 
Nel 1979 recitò ne La terza generazione, ancora di Fassbinder, e nel 1991 prese parte ad Europa di Lars von Trier.
Morì per un attacco cardiaco il 25 febbraio 1993.

## Filmografia

### Cinema
- Egypt by Three Nick (third episode), regia di Victor Stoloff (1953)
- FBI divisione criminale (La Môme vert-de-gris), regia di Bernard Borderie (1953)
- Ricercato per omicidio (Cet homme est dangereux), regia di Jean Sacha (1953)
- Avanzi di galera, regia di Vittorio Cottafavi (1955)
- Operazione dollari, (Les Femmes s'en balancent) regia di Bernard Borderie (1954)
- Vacanze a Parigi (Votre dévoué Blake), regia di Jean Laviron (1954)
- Silenzio... si spara! (Ça va barder), regia di John Berry (1954)
- Sono un sentimentale (Je suis un sentimental), regia di John Berry (1956)
- A colpo sicuro (Les Truands), regia di Carlo Rim (1957)
- Il maggiorato fisico (Vous pigez), regia di Pierre Chevalier - conosciuto anche col titolo Donne, danni e diamanti (1956)
- Ce soir les jupons volent, regia di Dimitri Kirsanoff (1956)
- Un americano alle Folies Bergère (Folies-Bergère), regia di Henri Decoin (1956)
- Creature del male (L'Homme et l'enfant), regia di Raoul André (1956)
- Bonsoir Paris, regia di Ralph Baum (1956)
- Il grande bluff (Le Grand bluff), regia di Patrice Dally (1957)
- Le signore preferiscono il mambo (Ces dames préfèrent le mambo), regia di Bernard Borderie (1957)
- Passaporto per l'inferno (Passport to Shame), regia di Alvin Rakoff (1958)
- Il diplomatico e l'avventuriera (Incognito), regia di Patrice Dally (1958)
- Z 6 chiama base (Hoppla, jetzt kommt Eddie), regia di Werner Klinger (1958)
- Rififì fra le donne (Du rififi chez les femmes), regia di Alex Joffé (1959)
- Larry, agente segreto (The Treasure of San Teresa), regia di Alvin Rakoff (1959)
- SOS Pacific, regia di Guy Green (1959)
- Due minuti per decidere (Me faire ça à moi), regia di Pierre Grimblat (1960)
- Il magnifico detective (Comment qu'elle est!), regia di Bernard Borderie (1960)
- Capitan Uragano (Bomben auf Monte Carlo), regia di Georg Jacoby (1960)
- L'invincibile della prateria (Chien de pique), regia di Yves Allégret (1960)
- Passaporto falso (Ça va être ta fête), regia di Pierre Monrazel (1960)
- Le sirene urlano, i mitra sparano (Une grosse tête), regia di Claude de Givray (1961)
- Mani in alto (En plein bagarre), regia di Giorgio Bianchi (1961)
- Sventole, manette... e femmine (Cause toujours, mon lapin), regia di Guy Lefranc (1961)
- Cleo dalle 5 alle 7 (Cléo de 5 à 7), regia di Agnès Varda (1962)
- L'inesorabile detective (Lemmy pour les dames), regia di Bernard Borderie (1962)
- Bonne chance, Charlie, regia di Jean-Louis Richard (1962)
- Pugni... pupe... e dinamite (L'Empire de la nuit), regia di Pierre Grimblat (1962)
- I sette peccati capitali (episodio La pigrizia di Jean-Luc Godard) (1962)
- Io... 2 ville e 4 scocciatori (Nous irons à Deauville), regia di Francis Rigaud (1962)
- Jeff Gordon, il diabolico detective (Des frissons partout), regia di Raoul André (1963)
- L'implacabile Lemmy Jackson (Tela de araña), regia di José Luis Monter (1963)
- FBI Agente implacabile (Les Femmes d'abord), regia di Raoul André (1963)
- L'agente federale Lemmy Caution (À toi de faire... mignonne), regia di Bernard Borderie (1963)
- Jeff Gordon spaccatutto (Ces dames s'en mêlent), regia di Raoul André (1964)
- Nick Carter non perdona (Nick Carter va tout casser), regia di Henri Decoin (1964)
- Lasciate sparare... chi ci sa fare (Laissez tirer les tireurs), regia di Guy Lefranc (1964)
- Joe Mitra (Lucky Jo), regia di Michel Deville (1964)
- Nick Carter e il trifoglio rosso (Nick Carter et le trèfle rouge), regia di Jean Paul Savignac (1964)
- Colpo grosso a Parigi (Cent briques et des tuiles), regia di Pierre Grimblat (1964)
- Il pugno proibito dell'agente Warner (Faites vos jeux, mesdames), regia di Marcel Ophüls (1965)
- Agente Lemmy Caution: missione Alphaville (Alphaville, une étrange aventure de Lemmy Caution), regia di Jean-Luc Godard (1965)
- Da New York: la mafia uccide (Je vous salue, mafia!), regia di Raoul Lévy (1965)
- Les mignonnes, regia di Jesús Franco (1966)
- James Clint sfida Interpol (Cartas boca arriba), regia di Jesús Franco (1966)
- Ces messieurs de la famille, regia di Raoul André (1967)
- Quella carogna di Frank Mitraglia (À tout casser), regia di John Berry (1968)
- Lions Love, regia di Agnès Varda (1969)
- Attenzione alla puttana santa, regia di Rainer Werner Fassbinder (Warnung vor einer heiligen Nutte) (1970)
- Haytabo, regia di Ulli Lommel (1971)
- Geen paniek, regia di Ko Koedijk (1973)
- Une baleine qui avait mal aux dents, regia di Jacques Bral (1975)
- Souvenir of Gibraltar, regia di Henri Xhonneux (1975)
- Der Zweite Frühling, regia di Ulli Lommel (1975)
- Bloedverwanten, regia di Wim Lindner (1977)
- Le couple témoin, regia di William Klein (1977)
- Zwei himmlische Töchter - serie TV, 1 episodio (1978)
- It Lives Again, regia di Larry Cohen (1978)
- La terza generazione (Die Dritte Generation), regia di Rainer Werner Fassbinder (1979)
- Bildnis einer Trinkerin, regia di Ulrike Ottinger (1979)
- Exit... nur keine Panik, regia di Franz Novotny (1980)
- Panische Zeiten, regia di Peter Fratzscher (1980)
- Car-Napping - Bestellt, geklaut, geliefert, regia di Wigbert Wicker (1980)
- Quel lungo venerdì santo (The Long Good Friday), regia di John Mackenzie (1980)
- Rote Liebe - Wassilissa, regia di Rosa von Praunheim (1981)
- Tango durch Deutschland, regia di Lutz Mommartz (1981)
- Neige, regia di Juleit Berto (1981)
- Freak Orlando, (Säulenheiliger), regia di Ulrike Ottinger (1981)
- Boxoffice, regia di Josef Bogdanovich (1982)
- Das Mikado-Projekt, regia di Torsten Emrich (1983)
- Der Schnüffler (Gregori Ustinov), regia di Ottokar Runze (1983)
- La Bête noire, regia di Patrick Chaput (1983)
- Seifenblasen, regia di Alfred Ninaus (1984)
- Tiger - Frühling in Wien, regia di Peter Patzak (1984)
- Uno scugnizzo a New York, regia di Mariano Laurenti (1984)
- Paul Chevrolet en de ultieme hallucinatie, regia di Pim de la Parra (1985)
- Makaroni Blues, regia di Bela Csepcsanyi (1986)
- Pehavý Max a strasidlá, regia di Juraj Jakubisko (1987)
- Napoli-Berlino, un taxi nella notte (Helsinki Napoli All Night Long) regia di Mika Kaurismäki (1987)
- Europa, abends, regia di Claudia Schröder (1989)
- Europa, regia di Lars von Trier (1991)
- Germania nove zero (Allemagne 90 neuf zéro) regia di Jean-Luc Godard (1991)
- Tokyo no kyujitsu (東京の休日), regia di Naoki Nagao (1991)
- Three Shake-a-Leg Steps to Heaven, regia di Andy Bausch (1993)

### Televisione
- Malatesta, regia di Peter Lilienthal (1970) - film TV
- Eine Rose für Jane, regia di Hans W. Geissendörfer (1970) - film TV
- Supergirl - Das Mädchen von den Sternen, regia di Rudolf Thome (1971) - film TV
- Wir sind drei, regia di Raymond Vouillamoz (1973) - film TV
- Il mondo sul filo (Welt am Draht) - miniserie TV, 1 episodio (1973)
- I leoni della guerra (Raid on Entebbe), regia di Irvin Kershner (1977) - film TV
- Victor, regia di Walter Bockmayer (1979) - film TV
- Zwischen Mond und Sonne, regia di Recha Jungmann (1981) - film TV
- De bien étranges affaires - serie TV, 1 episodio (1982)
- Due fuggitivi e mezzo (Les Fugitifs), regia di Freddy Charles (1982) - film TV
- Rambo Zambo, regia di Reinhard Donga (1984) - film TV
- Quei trentasei gradini, regia di Luigi Perelli - serie TV, 4 episodi (1984-1985)
- Une aventure de Phil Perfect - serie TV (1984)
- Las aventuras de Pepe Carvalho - serie TV, 1 episodio (1986)
- Roncalli - serie TV (1986)
- La zia di Frankenstein (Frankensteinova teta) - serie TV, 7 episodi (1987)
- Rivalen der Rennbahn - serie TV, 1 episodio (1989)
- Le Retour de Lemmy Caution, regia di Josée Dayan (1989) - film TV

## Doppiatori italiani
- Emilio Cigoli in Sono un sentimentale, Agente Lemmy Caution: missione Alphaville
- Sergio Rossi in Europa